# Dillard & Clark
Dillard & Clark fue un dúo de country rock compuesto por el exmiembro de The Byrds Gene Clark y el virtuoso del banjo Doug Dillard, especializado en la música bluegrass. El grupo se formó en 1968, poco después de que Clark dejara The Byrds y Dillard partiera también de su banda, The Dillards. La banda colaboró con numerosos músicos, entre ellos principalmente algunos de los máximos exponentes del country rock de la segunda mitad de la década de los 60, tales como Bernie Leadon, Chris Hillman, Sneaky Pete Kleinow y Byron Berline.
La banda tan sólo publicó dos álbumes. El primero de ellos, titulado The Fantastic Expedition of Dillard & Clark, tuvo una recepción por parte de la crítica especialmente buena, siendo aún considerado un de los mejores álbumes de country rock de la historia, a pesar de lo cual no llegó a entrar en las listas de ventas americanas. El segundo álbum, Through the Morning, Through the Night, que vio la luz un año después, en 1969, tuvo unos resultados comerciales incluso peores que los del primer álbum del dúo y causó una mala impresión entre los críticos, quienes lo consideraron un álbum pobre por el excesivo número de versiones de famosas canciones de otros artistas, como Don't Let Me Down de The Beatles. Por ello, Clark decidió dejar el grupo en diciembre de 1969, comenzando una exitosa carrera en solitario.

## Discografía
| Fecha de publicación | Título                                      | Fecha de grabación |
| Octubre de 1968      | The Fantastic Expedition of Dillard & Clark | 1968               |
| Agosto de 1969       | Through the Morning, Through the Night      | 1969               |